# Kielmeyera cuspidata
Kielmeyera cuspidata är en tvåhjärtbladig växtart som beskrevs av N. Saddi. Kielmeyera cuspidata ingår i släktet Kielmeyera och familjen Calophyllaceae. Inga underarter finns listade i Catalogue of Life.